# Juan Margarit y Pau
 Juan Margarit y Pau  (en catalán: Joan Margarit i Pau), erróneamente llamado Juan Moles (Gerona, c. 1421 - Roma, 21 de noviembre de 1484) fue un humanista e historiador español, obispo y cardenal de la Iglesia católica.  

## Biografía

### Orígenes
Nacido en el seno de una familia de la pequeña nobleza gerundense, fue hijo de Juan Margarit y Peguera y de Francisca de Pau, que vivían holgadamente de las rentas de sus tierras y de los ingresos que generaban los molinos de la acequia Monar.  
Sus dos abuelos Bernardo Margarit y Francisco de Pau sirvieron a los reyes Juan I de Aragón y Violante de Bar, el primero como uxier armorum (jefe militar) y el segundo como camarlengo, hasta que a la muerte del rey en 1396 la reina María de Luna deshizo la antigua corte entre acusaciones de venalidad y corrupción.  
Su tío Bernardo de Pau era obispo de Gerona desde 1436 y su primo Bernardo fue también eclesiástico.  Tuvo cuatro hermanos: Bernardo, Berenguer, Jaime y Francisco y varias hermanas.

### Primeros años
Encaminado a la carrera eclesiástica desde muy joven, a los nueve años de edad fue nombrado canónigo de la Catedral de Gerona; a los diez, de Elna, y poco después beneficiado de la iglesia de Vich.  
En 1445 era ya doctor en decretos por la Universidad de Bolonia y vicario general de Gerona durante las ausencias de su tío, que había marchado al concilio de Basilea.   
Fue luego prior del monasterio agustino de San Martín Ça Costa, procurador de Alfonso I de Nápoles en Roma y clérigo de la Cámara Apostólica.

### Obispo de Elna
En 1453 fue nombrado obispo de Elna, en cuya dignidad asistió a las Cortes de Barcelona del año siguiente convocadas por el lugarteniente Juan de Navarra en ausencia del rey Alfonso V de Aragón.
En 1458 viajó a Roma para presentar los respetos del rey aragonés al papa Pío II, y allí asistió al Concilio de Mantua de 1459 convocado para preparar la guerra contra los otomanos, que habían tomado Constantinopla seis años antes.  Antes de emprender su regreso a España a principios de 1461, el papa le entregó la rosa de oro para el rey Juan y le nombró nuncio ante la Corona de Aragón, con el encargo de recolectar el dinero de los diezmos para organizar una gran flota con la que devolver la independencia al Reino de Chipre y de interceder para componer las paces entre el rey Juan II de Aragón y su hijo Carlos de Viana, que estaban enfrentados en la Guerra civil de Navarra, lo que se consiguió con la firma de la Capitulación de Vilafranca en junio de ese año.

### Obispo de Gerona
En febrero de 1462 fue trasladado a la sede de Gerona en sustitución de Jaime de Cardona, que había pasado a la de Urgel. Fue un hombre clave en el bando realista durante la Guerra civil catalana (1462-1472) y canciller de Aragón durante el reinado de los Reyes Católicos; también desempeñó varias misiones diplomáticas para Fernando II de Aragón.  
Por su intervención en el asedio de la Força Vella de 1462 el rey Juan II de Aragón le otorgó en 1465 el privilegio de adjuntar a sus armas las del rey.

### Cardenal
Fue creado cardenal por el papa Sixto IV en el consistorio del 15 de noviembre de 1483, con el título de San Vital. Al año siguiente optó por el de Santa Balbina, fue nombrado obispo de Patti y participó en el cónclave de 1484, del que salió elegido Inocencio VIII.  También en ese mismo año fue nombrado legado apostólico en Campania, pero murió en Roma antes de tomar posesión del cargo como consecuencia de uno de los cólicos nefríticos que solía padecer.  

### Sepultura
En su testamento, redactado un día antes de fallecer con los cardenales Oliverio Carafa y Marco Barbo como albaceas, dispuso que su cuerpo fuera enterrado en la capilla que él mismo había mandado construir en la catedral de Gerona.  Sus restos fueron depositados provisionalmente en Santa María del Popolo, en la capilla de la Virgen, detrás del altar mayor, pero sus restos desaparecieron durante las obras de reforma de la iglesia del siglo XVI.  Desde 2016 se supone que su tumba, identificada por las tres margaritas de su escudo heráldico, se encuentra en otro lugar de la misma basílica.

## Obras
Importante humanista en contacto con las corrientes historiográficas italianas de su época, compuso una historia de España en 10 volúmenes, el Paralipomenon Hispaniae, impresa en Granada por Sancho Nebrija en 1545. Al unirse los Reyes Católicos Isabel y Fernando en matrimonio escribió a su obra histórica la siguiente dedicatoria, que contempla las raíces y la esperanza de una no nueva, sino antigua y mítica creación política:
Al subir al trono de sus padres y progenitores ha vuelto con su lazo matrimonial en las Españas Citerior y Ulterior aquella unidad que desde tiempo de los romanos y los visigodos había perdido […] Mi deseo surge del puro amor a mi patria a la que quisiera dar un esplendor merecido, y me complace que este ensayo llegue al tiempo que la España de Hércules y de Aníbal, de Trajano y de Teodosio, parece resucitar y emerge a una nueva e inmensa luz.
En efecto, el propósito de la obra es una especie de reivindicación ante los italianos de que España no era fruto de los godos bárbaros sino de sus raíces latinas. Otra obra suya importante es la Corona Regum, un espejo de príncipes o tratado de pedagogía para nobles dedicado a Fernando el Católico.  Y otra más fue Templum Domini, traducida al castellano por Joaquim Gou i Solá y publicada en la Revista de Gerona entre 1886-88.
Fue también un gran mecenas de las artes, y se cree que impulsó la realización del sepulcro de su tío, el obispo Bernardo de Pau (capilla de san Honorato o sant Honorat de la Catedral de Gerona), una obra muy representativa de la escultura del gótico tardío. Su escudo figura también en un extraordinario frontal de altar que se conserva en el tesoro de la misma catedral de Gerona y donde Juan Margarit aparece representado a los pies de la Madre de Dios.
| Predecesor: Galcerán de Albert        | Obispo de Elna 1453 - 1462   | Sucesor: Antonio de Cardona |
| Predecesor: Jaime de Cardona y Gandia | Obispo de Gerona 1462 - 1484 | Sucesor: Berenguer de Pau   |